# Антеверсія
Антеверсія (лат. anteversioh) — так називається нахил будь-якого органу вперед. 
Наприклад, в гінекології така зміна в положенні матки, при якому основа матки дещо нахилена вперед. Існує також схожий за змістом термін - «антефлексія».
Антеверсия може бути нормальною або патологічною.